# Permis moto en France
Vous pouvez aider à l'améliorer ou bien discuter des problèmes sur sa page de discussion.
- Il ne cite pas suffisamment ses sources. Vous pouvez indiquer les passages à sourcer avec {{référence nécessaire}} ou {{Référence souhaitée}}, et inclure les références utiles en les liant aux notes de bas de page. (Marqué depuis août 2024)
- Il contient une ou plusieurs listes. Le texte gagnerait à être rédigé sous la forme d’un ou plusieurs paragraphes synthétiques, afin d’être plus agréable à lire. (Marqué depuis août 2024)
- Son texte doit être wikifié : il ne correspond pas à la mise en forme Wikipédia (style, typographie, liens internes, liens entre les wikis, etc.). (Marqué depuis août 2024)
- Sa typographie ne respecte pas les conventions de Wikipédia. Vous pouvez solliciter de l’aide de l’Atelier typographique. (Marqué depuis août 2024)
- Il n’est pas rédigé dans un style encyclopédique. (Marqué depuis août 2024)

- Archive Wikiwix
- Bing
- Cairn
- DuckDuckGo
- E. Universalis
- Gallica
- Google
- G. Books
- G. News
- G. Scholar
- Persée
- Qwant
- (zh) Baidu
- (ru) Yandex
- (wd) trouver des œuvres sur Wikidata

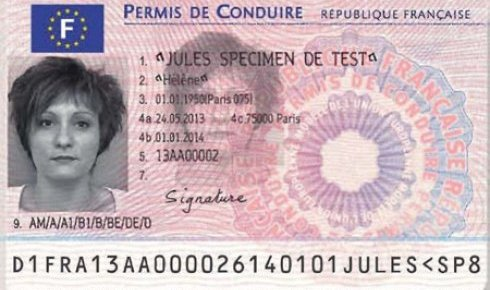
Format de permis de conduire en vigueur depuis 2013.

Le permis moto en France, aussi appelé permis de catégorie A ou permis A, désigne de manière générique le type de permis de conduire autorisant l'usage d'une ou plusieurs catégories de véhicules à moteur (les motocyclettes avec ou sans side-car, les tricycles de type L5e, les quadricycles de type L6e et L7e) sur le territoire français (et dans les limites des pays de l'Union Européenne admettant la validité du permis français).
Il existe plusieurs niveaux de permis moto en France, les motos, tricycles et quadricycles légers étant classées en fonction de leur cylindrée et de leur puissance administrative. Ils sont conductibles en fonction de la catégorie du permis, de l'âge et du nombre d'années d'expérience.

## Dispositions réglementaires générales
En dessous de 50 cm3, il est possible de conduire des deux roues motorisés à partir de 14 ans sous réserve d'obtention du BSR (Brevet de Sécurité Routière) ou du permis AM. De 50 cm3 à 125 cm3, il est possible de conduire des deux roues motorisés à partir de 16 ans et sous réserve d'obtention du permis A1. Pour les conducteurs détenteurs du permis B depuis plus de 2 ans, et âgés d'au moins 21 ans, la catégorie 50 cm3 - 125 cm3 est accessible après une journée de formation donnant droit à la délivrance d'une attestation autorisant les deux roues de maximum 125 cm3 / 15 chevaux, ou des tricycles L5e.
Pour pouvoir conduire une motocyclette d'une cylindrée supérieure à 125 cm3 en France, il est nécessaire d'obtenir le permis de conduire de catégorie A2 (avec restriction sur la puissance jusqu'à 47,5 chevaux). Le permis n'est pas requis dans le cas de compétitions sportives ou d'entraînement hors de la voie publique et sur des infrastructures homologuées ; une licence sportive est cependant requise dans un tel cas.
Pour la conduite d'un véhicule d'une cylindrée inférieure ou égale à 125 cm3 et supérieure ou égale à 50 cm3, le permis de catégorie A1. De plus la puissance doit être inférieure à 11 kW (15 ch) pour une motocyclette et à 15 kW (20 ch) pour un tricycle.

## Histoire

### Genèse du deux roues motorisé

#### Avant 1900
En France, le 16 août 1889, Léon Serpollet passe le premier examen de conduite sur un tricycle de sa conception, puis obtient en 1891 la première autorisation de circuler à 16 km/h. Cette autorisation devient le "certificat de capacité" en 1893 pour circuler dans le périmètre de la préfecture de police de Paris. Ce certificat devient obligatoire sur l’ensemble du territoire national en 1899.

#### Première moitié du XXe siècle: formalisation et premières réglementations
De 1922 jusqu'au début des années 1970, l'épreuve du permis motocyclette était presque symbolique : réponse à quelques questions théoriques apprises par cœur, réalisation d'un parcours en circulation réduit à sa plus simple expression. Le terme « Permis de conduire » remplace l'ancien certificat. Il s'accompagne de catégories de véhicules « tourisme », « motocyclettes » puis « camions de plus de trois tonnes » et « véhicules de transport en commun ». Une limite d’âge de 18 ans pour la conduite des automobiles, de 16 ans pour les motocyclettes est fixée. Le passage de l’examen du permis de conduire est encadré par des agents privés, généralement rattachés à une association (Union nationale des associations de tourisme et de plein air) qui est habilitée, le 4 avril 1924, à fournir des avis sur la capacité des candidats au permis de conduire les véhicules.
En 1949, la Convention de Genève sur la circulation routière définit le format de permis de conduire qui contient les cinq catégories : A : motocycles avec ou sans sidecar, B : automobile de moins de 3 500 kilogrammes ou 7 700 livres, C : automobile de plus de 3 500 kilogrammes ou 7 700 livres, D : automobiles de plus de huit places assises outre le conducteur, et E : remorque non légère.
En 1954 sont créées les catégories A1, A, B, C, D, E et F. Les conditions d'établissement, de délivrance et de validité des permis sont fixées. En agglomération, rouler au-dessus de 60 km/h constitue une infraction.

### Le développement réglementaire et sécuritaire de l'après-guerre

#### La naissance du code de la route
Le Code de la route actuel nait d'une ordonnance du 15 décembre 1958. La loi de finances oblige alors les conducteurs de véhicules motorisés à être assurés. Les auto-écoles sont réglementées au niveau national et un diplôme d’enseignant de la conduite est créé, consacrant la fin des examinateurs privés pour le passage du permis de conduire.
Les vélomoteurs (moins de 125 cm3) pouvaient être conduits jusqu'en 1958 sans permis (il suffisait simplement de se rendre en préfecture pour obtenir une licence de circulation) à partir de 16 ans. À partir de 1958, il faut soit un permis d'une autre catégorie (A, B, C, D) soit un permis vélomoteur (A1) obtenu à partir de 16 ans après une épreuve de code uniquement.

#### La naissance des épreuves pratiques du permis moto
En juillet 1973, à la suite du décret no 73-561 du Journal officiel de la République française, l'âge de conduite des motocyclettes est repoussé à 18 ans. Ce permis donnait droit à la conduite de toutes les motocyclettes.
En raison d'une puissance en augmentation, le décret 73-561 du Journal officiel de la République française introduit à l'examen du permis motocyclette une épreuve sur plateau, de maniabilité lente (slalom, trèfle, poutre, circulation entre barrières formant un couloir, freinage de précision).
La puissance des véhicules augmentant, l'examen du permis motocyclette est réformé en 1973 avec la création d'une épreuve sur plateau, composée uniquement de maniabilité lente :
- slalom ;
- trèfle ;
- poutre ;
- circulation entre barrières formant un couloir ;
- freinage de précision.

De plus, l'épreuve en circulation devait se faire avec une moto munie d'un système radio, afin de pouvoir exécuter les consignes d'un examinateur installé dans une voiture suiveuse.
À cette époque, le permis A1 permettait de conduire à partir de 16 ans un deux roues motorisé qualifié administrativement de vélomoteur, dont la cylindrée ne dépassait pas 125 cm3. Le permis B (voiture) donnait accès par équivalence au permis A1 sans nouvel examen.

#### Réformes et renforcement des épreuves pratiques
En 1980, à la suite d'une nouvelle réforme, s'est adjointe la maniabilité rapide, avec un slalom chronométré et on pouvait choisir entre l'obtention du permis A2 plus « facile » permettant la conduite de motocyclettes jusqu'à 400 cm3, ou le A3 sans limitation de cylindrée. La catégorie motocyclette légère (A1) était alors limitée à 80 cm3, dans le but de favoriser les constructeurs français.
Les cyclomoteurs à boites de vitesses et embrayage manuels ne sont plus autorisés, toujours afin de favoriser les constructeurs français, qui ne fabriquait plus que des cyclomoteurs automatiques. Ceux en circulation entrent dans la catégorie « motocyclette légère ». Ils doivent être immatriculés et le permis A1 devient obligatoire pour les conduire.
Entre le 1er mars 1980 et le 1er janvier 1985, il existe trois catégories de permis de conduire motocyclette :
- A1, pour conduire une moto de moins de 80 cm3 et ne dépassant pas, par construction 75 km/h (MOT1). Présenté à partir de 16 ans ;
- A2, pour conduire une moto de 80 à 400 cm3 (MOT2). Présenté à partir de 18 ans ;
- A3, pour conduire une moto de plus de 400 cm3 (MOT3). Présenté à partir de 18 ans.

En outre durant cette période, les titulaires du permis de conduire de catégorie B (automobile) pouvaient conduire une motocyclette de moins de 80 cm3, munie exclusivement d'un embrayage et d'une boite de vitesses automatique (ou variateur) et ne dépassant pas 75 km/h, à l'exception des permis de conduire de catégorie B obtenus avant le 1er mars 1980.
Au 1er janvier 1985, les permis motocyclette évoluent et on distingue seulement deux catégories :
- la catégorie AL remplace la catégorie A1 et permet à partir de 17 ans de conduire des motocyclettes d'une cylindrée pouvant atteindre 125 cm3, d'une puissance de 13 ch maximum. Les motocyclettes légères de moins de 80 cm3 et ne dépassant pas 75 km/h (à boite manuelle ou automatique) sont accessibles dès 16 ans avec ce permis ;
- la catégorie A regroupe désormais A2 et A3 et concerne les motocyclettes de plus de 125 cm3 et d'une puissance jusqu'à 100 ch (maximum autorisé pour une motocyclette roulant sur la voie publique et immatriculée en France).

### L'introduction des normes européennes jusqu'à nos jours

#### L'évolution des normes de cylindrées
À la suite d'une nouvelle réforme du permis motocyclette en janvier 1996, en partie due aux nouvelles directives européennes, les catégories suivantes sont définies :
- A1, remplace AL, accessible dès 16 ans et permet la conduite des motocyclettes de moins de 125 cm3, d'une puissance de 15 ch maximum ;
- Ar, introduction du « A progressif », les titulaires du permis A depuis moins de deux ans et ayant moins de 21 ans le jour du passage de l'examen devront désormais se contenter de moto de 25 kW (34 ch) maximum, désignées MTT1 sur la carte grise en case J1, pendant deux ans. Ensuite, passage direct au A sans formation ni examen ;
- A, accessible désormais sur examen à partir de 21 ans ou directement après deux ans de permis Ar ;
- B avec réintroduction du permis A1 par équivalence, valable sur le territoire national. Avec le décret du 4 juillet 1996 et son article R. 125-1, un titulaire du permis B peut conduire une motocyclette légère (jusqu'à 125 cm3), et d'une puissance de 15 ch maximum, à boite manuelle ou automatique, dès lors que le permis de conduire a été délivré plus de deux ans auparavant. Un titulaire de permis de conduire depuis moins de deux ans peut quant à lui tout de même conduire une motocyclette de moins de 80 cm3 munie d'un embrayage et d'un changement de vitesses automatique.
- BSR : introduction du Brevet de Sécurité Routière, incluant formation théorique au code de la route en milieu scolaire (ASSR 1 et 2) et formation théorique et pratique en auto-école, sans examen. Il ne deviendra obligatoire pour la conduite d'un cyclomoteur que pour les jeunes âgés de 14 ans à compter du 1er janvier 2002 (c'est-à-dire les personnes nées à partir du 1er janvier 1988) ;
- les boites manuelles sur cyclomoteur sont de nouveau autorisées.

L'article R. 124-2 du Code de la route indique qu'un titulaire du permis A ne peut conduire une motocyclette dont la puissance est supérieure à 25 kW, ce qui correspond à 34 ch, que s'il dispose de son permis de conduire depuis plus de deux ans. Néanmoins, cette condition n'est pas exigée pour les personnes âgées d'au moins 21 ans ayant passé avec succès une épreuve pratique. De plus la possession des permis A et B autorise la conduite des tricycles à moteur et des quadricycles lourds à moteur.
Le 1er janvier 2007, l'Etat impose que les personnes ayant eu leur permis B après cette date devront pouvoir justifier de trois heures de formation minimum en auto-école pour pouvoir conduire des motocyclettes légères (moins de 125 cm3). Il est cependant laissée la possibilité de conduire des tricycles de type L5e dès l'obtention du permis B, sans formation. Le 1er janvier 2011, la durée de formation obligatoire passe de trois à sept heures, et est étendu aux véhicules de type L5e. Il faudra également attendre deux ans de permis pour conduire des véhicules de ce type. Cette obligation est également étendue à l'ensemble des permis B, sauf ceux obtenus avant le 1er mars 1980, ceux ayant déjà suivi la formation ci-dessus, et ceux ayant déjà été assurés pour la conduite d'une moto légère ou d'un tricycle l5e entre le 1er janvier 2006 et le 31 décembre 2010.

### Les réformes récentes et le permis moto actuel

#### La réforme de 2013
Dans la réforme du 19 janvier 2013, le permis motocyclette est revu dans son ensemble en vue d'accentuer les conditions de pratiques du deux roues, qui fait l'objet d'une surmortalité difficile à résorber :
- création du permis AM en remplacement du BSR ;
- permis A1 et équivalence B inchangé ;
- création du permis A2 en remplacement du permis « A restrictif » ;
- accès au permis A, soit sur examen à 24 ans minimum, soit après deux ans de permis A2 et après avoir suivi une formation ;
- modification des épreuves hors circulation pour tous les permis A ;
- création de la déclinaison A et A2 automatique.

#### La réforme de 2016
Un décret est publié le 31 mai 2016 et avec une mise en application immédiate.
La nouveauté est simple, le décret modifiant les conditions d'obtention de la catégorie A du permis de conduire a pour objet de supprimer le passage de l’épreuve pratique de la catégorie A du permis de conduire en conditionnant la possibilité de conduire une moto d’une puissance supérieure à 35 kW à une formation complémentaire qui ne pourra être suivie qu’à l’issue d’une période de deux ans après l’obtention du permis de conduire de la catégorie A2. Toutefois, pendant une période de six mois à compter de la date de publication (le 31 mai 2016) du présent texte, pourront passer cette épreuve pratique les personnes remplissant les conditions suivantes :
- avoir fait une demande de permis de conduire de la catégorie A avant la publication du présent texte ;
- être âgé de 24 ans au moins au moment du passage de l’épreuve.

En vigueur depuis le 3 juin 2016 le permis A n'est donc plus accessible directement. La nouvelle filière d'apprentissage de la conduite moto A passe obligatoirement par deux ans de période probatoire avec le permis A2 et une formation post permis. Le permis A2 est également accessible aux deux-roues automatiques.
À noter que les moto-écoles peuvent proposer les formations A2 et A sur des motos identiques (600 cm3 et 40 kW) mais qui échappent en théorie à la réglementation A2, afin de rationaliser leur parc.
À noter également qu'il n'y a désormais plus de limitation de la puissance des motos à 100 chevaux pour les titulaires du permis A dès lors qu'elles sont équipées d'un système de freinage antiblocage de roues (ABS).
En 2018, les usagers de deux-roues motorisés (2RM) représentent 1,9 % des usagers et 23 % des décès (la plus grande d'Europe), et 28 % des blessés. Ces taux sont de 19 % pour les motocyclistes, mais 35 % dans la tranche d'âge 35-44 ans. Les usagers de moto sont aussi les premiers avec 9 900 blessures entre 2013 et 2015, devant les 6500 automobilistes blessés,

#### La réforme de 2020 et les épreuves pratiques actuelles
L'Arrêté du 18 février 2020 fixe les modalités pratiques de l'examen du permis de conduire des catégories A1, A2 et A.
Décidée par le Premier ministre lors du Comité interministériel de la sécurité routière du 9 janvier 2018, cette réforme entre en vigueur le 1er mars 2020 avec la création d'une épreuve théorique moto (ETM).
Alors que les candidats au permis moto devaient jusqu'à présent passer l'épreuve théorique générale dont les questions s'inscrivent dans le contexte de la conduite d'un véhicule automobile, une épreuve théorique spécifique moto (ETM) est instaurée. Elle comprend 40 questions à choix multiples sous forme d'images fixes et de vidéos.
Le candidat doit apporter les réponses exactes à au moins 35 de ces questions pour réussir l'épreuve. Une fois validé, l'ETM est valable cinq ans dans la limite de cinq passages de l'examen pratique. L'ETM concerne tous les candidats inscrits au permis de conduire des catégories A1 et A2 et se tient dans l'un des centres d'examen des organismes agréés.
Les épreuves pratiques modernisées:
- L'épreuve dite de « plateau » (hors circulation)

Cette épreuve comporte toujours six manœuvres :
- déplacement sans l'aide du moteur,
- allure réduite sans passager,
- manœuvre de freinage,
- allure réduite avec passager,
- manœuvre de slalom,
- manœuvre d'évitement.

Ces manœuvres se suivent désormais de manière continue. Le candidat dispose d'une tentative pour la réalisation du déplacement de la moto sans l'aide du moteur et de deux essais pour les manœuvres dynamiques. Toute chute est éliminatoire.
L'interrogation orale et les vérifications techniques, qui étaient antérieurement organisées avant l'épreuve de plateau, sont supprimées au bénéfice de la création de l'ETM.
La durée de l'épreuve en circulation est allongée afin de mieux évaluer la capacité du candidat à maîtriser les enjeux liés à sa sécurité sur la route.

## Catégories actuelles de permis
Depuis la réforme entrée en vigueur le 19 janvier 2013, les catégories de permis suivants autorisent la conduite d'une motocyclette, avec ou sans side-car, ou d'un tricycle ou d'un quadricycle léger, avec les conditions d'âge indiquées.
| Catégorie | Conditions d'âge                                       | Description |
| --------- | ------------------------------------------------------ | --- |
| A1        | 16 ans minimum                                         | Motocyclette de cylindrée inférieure ou égale à 125 cm3 et de puissance inférieure ou égale à 11 kW (15 ch) et dont le rapport puissance/poids ne dépasse pas 0,1 kW/kg. Tricycles à moteur d’une puissance maximale de 15 kW |
| A2        | 18 ans minimum                                         | Motocyclette de puissance inférieure ou égale à 35 kW (47,6 ch) et d'un rapport puissance/poids inférieur ou égal à 0,2 kW/kg (soit un poids à vide supérieur ou égal à 175 kg (35/0,2)). La puissance ne peut résulter du bridage d’un véhicule développant, d'origine, plus de 70 kW (95,2 ch) Tricycles à moteur d’une puissance maximale de 15 kW Accès toutes motos après deux ans de permis et après avoir suivi formation (sans examen). |
| A         | Après deux ans de permis A2 + formation 20 ans minimum | Motocyclette de plus de 35 kW (47,5 ch) ou de rapport puissance/poids supérieur à 0,2 kW/kg ainsi que les véhicules de la catégorie L5e (tricycles motorisés) sans limitation de puissance (après 21 ans). Possible d'obtenir le permis restreint en automatique pour un véhicule muni d'un embrayage et d'une boite de vitesses automatique ou variateur automatique (comme les maxi-scooters, de cylindrée supérieure à 125 cm3). |
| B         | Avec deux ans de permis et plus de 21 ans              | Catégorie L5e (tricycles motorisés) sans limitation de puissance, ainsi que les motocyclettes légères de cylindrée supérieure ou égale à 50 cm3 et strictement inférieure à 125 cm3 et de puissance inférieure ou égale à 11 kW (15 ch), sur le territoire national (ainsi que dans les pays reconnaissant cette équivalence), à condition d'avoir suivi une formation de sept heures, sans examen. Dispense de la formation de sept heures si la personne est dans l'un des cas suivants : - personnes ayant déjà été assurées pour la conduite de ce type de véhicules entre le 1er janvier 2006 et le 31 décembre 2010 ; - personnes ayant obtenu le permis de catégorie B après le 1er janvier 2007 et ayant suivi trois heures de formation avant le 31 décembre 2010 ; - toutes personnes ayant obtenu le permis de catégorie B avant le 1er mars 1980 y compris ceux n'ayant jamais conduit de deux roues à moteur. |

### Réforme de 2013
Avant la réforme de 2013, le permis A restrictif autorisait la conduite de motocyclette d'une puissance maximale de 34 ch. Un jeune conducteur qui achète un ancien modèle de type MTT1 doit respecter cette limite de 34 ch, pour un nouveau modèle de motocyclette il peut se tourner vers un modèle de 47,5 ch (35 kW).
Au bout de deux ans de conduite, donc au plus tôt à vingt ans, le jeune conducteur peut passer du permis de catégorie A2 vers la catégorie A après une formation complémentaire de sept heures.
La catégorie A du permis de conduire autorise la conduite des véhicules relevant des catégories A2 et A1. La catégorie A2 du permis de conduire autorise la conduite des véhicules relevant de la catégorie A1.
Pour une première obtention du permis de conduire, les personnes nées à compter du 1er janvier 1988 doivent disposer de l'attestation scolaire de sécurité routière de second niveau ou de l'attestation de sécurité routière.
D'après l'article 4 du décret d'application, un permis de conduire de catégorie A obtenu avant le 19 janvier 2013 n'autorise à compter de sa date d'obtention et pendant une période de deux ans que la conduite des motocyclettes dont la puissance n'excède pas 35 kW, avec un rapport puissance/poids en ordre de marche ne dépassant pas 0,2 kW/kg. Cette restriction d'usage est levée si le conducteur était âgé d'au moins 21 ans à la date d'obtention de la catégorie A. La catégorie A du permis de conduire, obtenue avant le 19 janvier 2013, autorise la conduite des tricycles à moteur d'une puissance supérieure à 15 kW quel que soit l'âge du conducteur. Les catégories A et A1 du permis de conduire obtenues avant le 19 janvier 2013 autorisent la conduite des quadricycles à moteur (véhicules des catégories L6e et L7e). Les catégories B et B1 du permis de conduire obtenues avant le 19 janvier 2013 autorisent la conduite des tricycles à moteur dont la puissance n'excède pas 15 kW et dont le poids à vide n'excède pas 550 kg ainsi que les quadricycles à moteur (véhicules des catégories L6e et L7e).

## Formation
La formation pour obtenir le permis de conduire de catégorie A se décompose en deux parties correspondant à l'épreuve théorique (code de la route) et une épreuve pratique (elle-même décomposée en épreuve hors circulation et en circulation).
Le coût du permis moto (formation et passation de l'examen) en France varie entre 600 € et 1 500 € en fonction des régions, du type d'établissement choisi, et du nombre d'heures de conduite nécessaires.
Il faut être âgé d'au moins 16 ans pour le permis A1, d'au moins 17 ans et demi au jour de l'épreuve théorique et au moins 18 ans au jour de l'épreuve pratique pour le permis A2. Il est possible d'obtenir le permis A1 pour les titulaires du permis B depuis au moins deux ans après une formation sans examen de sept heures.
Pour le permis de catégorie A2, il faut avoir suivi des leçons dans une moto-école agréée, avec 20h de formation au minimum. Pour le permis de catégorie A, il faut suivre une formation de sept heures sans examen après obligatoirement deux ans de permis A2, peu importe l'âge.
Pour l'examen, le candidat doit être équipé d'un casque et de gants (soit possédant le marquage NF, CE ou EPI, soit renforcés et munis d'un dispositif de fermeture au poignet) homologués, d'un blouson ou veste à manches longues munis pour les épreuves en circulation d'un dossard tel qu'il est défini par l'arrêté du 8 janvier 2001 relatif à l'exploitation des établissements d'enseignement, à titre onéreux, de la conduite des véhicules à moteurs et de la sécurité routière, d'un pantalon ou combinaison et de bottes ou chaussures montantes (les bottes en caoutchouc et les coupe-vents ne sont pas autorisés). Cela renforce la nécessité pour le futur motocycliste de disposer d'un équipement pour sa sécurité en cas de chute.

## Machines des motos écoles
Les machines mises à dispositions par les moto-écoles aux élèves doivent répondre à certains critères, variables selon le permis présenté. En circulation, le moniteur peut suivre l'élève soit en voiture, soit à motocyclette.
Dans tous les cas, les véhicules doivent être des deux-roues motorisés, de série courante, homologués pour circuler sur la voie publique, et mis en circulation depuis moins de six ans.

### Permis de catégorie A1 et formation équivalente B-A1
Les machines permises doivent avoir:
- Une puissance maximale de 11 kW,
- Une cylindrée comprise entre 120 et 125 cm3.
- Son rapport puissance/poids ne doit pas dépasser 0,1 kW/kg,
- Son rapport puissance/poids est supérieur ou égal à 0,08 kw/kg pour un moteur électrique ;
- Une vitesse de 90 km/h ;
- Une selle biplace et deux rétroviseurs homologués.

### Permis de catégorie A2 depuis 2013
Les machines permises doivent avoir

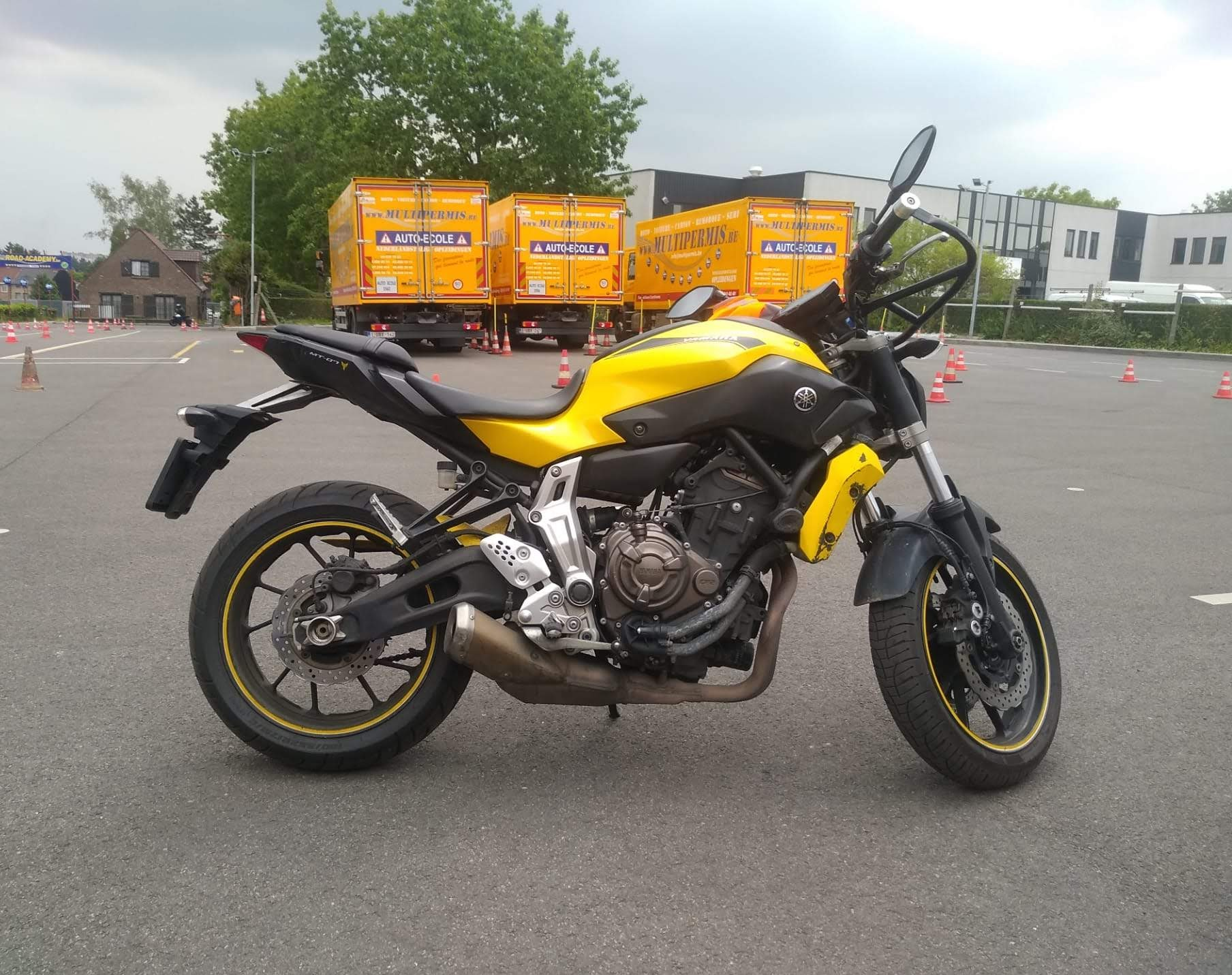
Moto d'apprentissage en 2020

- Une puissance minimale de 20 kW et d'une puissance maximale de 35 kW qui n'est pas dérivé d'un véhicule développant plus du double de sa puissance pour un moteur à combustion interne ;
- Un rapport poids/puissance maximal de 0,2 kW/kg
- Un rapport puissance/poids supérieur ou égal à 0,15 kw/kg pour un moteur électrique ;
- Une cylindrée minimale de 395 cm³ pour un moteur à combustion interne ;
- Une selle biplace et de deux rétroviseurs homologués.

L'utilisation d'un véhicule relevant de la catégorie A est autorisé jusqu'au 30 décembre 2013.

### Permis de catégorie A
Les machines permises doivent avoir:
- Une puissance minimale de 50 kW ;
- Une cylindrée minimale de 595 cm3 pour un moteur à combustion interne ;
- Un rapport puissance/poids supérieur ou égal à 0,25 kW/kg pour un moteur électrique ;
- Un poids à vide minimum de 175 kilogrammes ;
- Une selle biplace et de deux rétroviseurs homologués.
- Une boîte manuelle pour le A, ou automatique pour sa déclinaison A automatique.

## Examen hors circulation: les épreuves du plateau (avant la réforme de 2020)

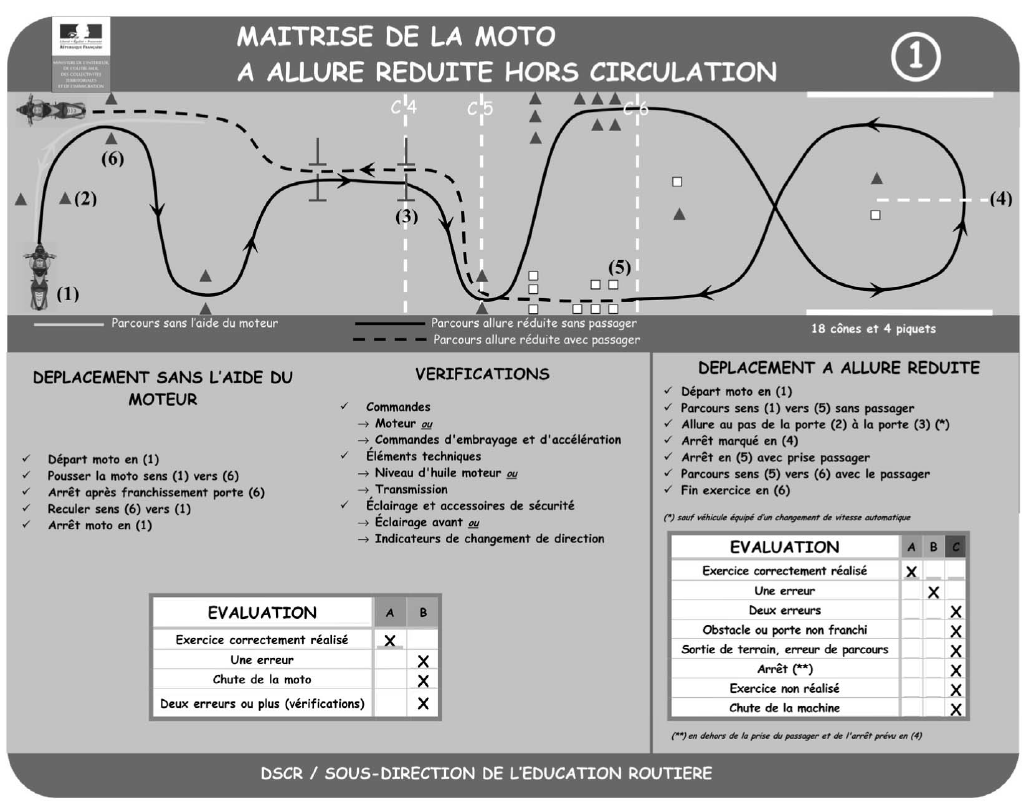
Épreuve sans moteur et épreuve à allure réduite avant la réforme de 2020.

Pour une uniformisation à l'échelle européenne, les épreuves hors circulation en France ont été modifiées depuis la réforme du permis en vigueur depuis janvier 2013 notamment sur le nombre d'épreuves et les parcours possibles. L'épreuve « allure réduite », qui peut être chronométrée de manière facultative, doit se faire en manœuvrant embrayage et accélérateur et ne peut plus se faire uniquement sur le ralenti moteur,.
L'examen hors circulation du permis de conduire se compose de quatre épreuves avec le véhicule et une interrogation orale. Chaque épreuve est notée A, B ou C, A étant une épreuve sans faute. La note B est attribuée en cas de simple erreur (pied à terre à la suite d'un manque d'équilibre par exemple), la note C est par contre éliminatoire (deux erreurs simples ou plus, erreur de parcours, vitesse insuffisante, chute de la moto, etc.). Il faut obtenir au moins un A à une des quatre épreuves pour accéder à l'interrogation orale et au moins deux A sur les cinq possibles pour valider l'examen hors circulation. L'examen est donc réussi avec ces notes :
- 5 A ;
- 4 A et 1 B ;
- 3 A et 2 B ;
- 2 A et 3 B.

Voici les caractéristiques des cinq étapes :
- l'épreuve « sans moteur » ne peut pas être notée C, donc non éliminatoire ;
- l'épreuve « allure réduite » peut être notée C. Deux tentatives possibles ;
- l'épreuve « allure plus élevée : freinage » peut être notée C. Deux tentatives possibles ;
- l'épreuve « allure plus élevée : évitement » peut être notée C. Deux tentatives possibles ;
- l'interrogation orale porte sur les connaissances théoriques du candidat, elle peut être notée C.

Pour chaque épreuve, la meilleure des deux tentatives est retenue (exemple, un C et un B, on retiendra B). La chute de la motocyclette est directement éliminatoire et exclut toute seconde tentative. Elle met fin à l'examen, avec ajournement.
En cas de difficultés, il est largement préférable pour un candidat (surtout lors de son premier essai, ou s'il a déjà eu B au premier essai) d'éviter une porte plutôt que de chuter.

### Maîtrise de la motocyclette sans moteur
Avant 2020, cette épreuve à pied, moteur coupé, consistait à réaliser un virage et à passer à travers une porte en poussant la motocyclette, puis à effectuer la même manœuvre en marche arrière. Une manœuvre de repositionnement était tolérée en arrière.
Cette manœuvre sans moteur n'était pas éliminatoire et un seul essai était autorisé. Le candidat devait ensuite répondre aux questions techniques choisies par l'inspecteur parmi ces trois thèmes : les commandes, les éléments techniques, l'éclairage et les accessoires de sécurité. Il ne s'agissait plus de les connaître par cœur mais savoir répondre aux questions de l'inspecteur et expliquer.
Depuis mars 2020, l'épreuve de maitrise de la moto sans moteur (appelée couramment l'épreuve de la "poussette") a été simplifiée. Le virage pour atteindre la porte suivante a été remplacée par un simple aller retour autour de la première porte du parcours lent. Le candidat doit donc débéquiller puis pousser la moto en la passant entièrement par la porte puis faire la même chose en marche arrière et re-béquiller.

### Maîtrise de la motocyclette à allure lente et normale (parcours unique depuis 2020)
Depuis la réforme de 2020, les parcours à allure lente avec et sans passager et les parcours à allure élevée pour freinage et évitement ont été fusionnés pour se faire sur un parcours unique dont voici les grandes lignes :
- allure lente chronométrée ;
- demi-tour arrêté ;
- freinage d'urgence ;
- allure lente avec passager non chronométré ;
- slalom ;
- évitement.

Sur l'ensemble du parcours, plusieurs pieds sont autorisés. Ils sont au nombre de 3, sauf si l'épreuve de la maitrise sans moteur a échoué, ce qui ramène à 2. Chaque pied posé est donc déduit du nombre de pieds autorisés et ne donne pas la note B. En revanche, si un pied en trop se produit, la note passe à B.

### Vérifications techniques (avant 2020)
Ces vérifications techniques ne sont plus présentes pour l'examen du plateau. En revanche, certaines questions de l'ETM portent sur cette partie.

#### Commandes
- Mise en marche du moteur :

le candidat met en marche le moteur, contrôle l'extinction des témoins d'alerte et arrête le moteur à l'aide du coupe circuit.
- Commandes d'embrayage et d'accélération :

le candidat vérifie que le câble d'embrayage est non effiloché et que le réglage de la garde est correct (environ 5 mm). Il vérifie également que la poignée d'accélérateur pivote bien et revient bien toute seule quand on la lâche.
- Direction :

le candidat explique comment il contrôle l'absence de jeu dans la direction sans effectuer l'opération : il faut délester la roue avant et faire tourner le guidon de gauche à droite. Il ne doit pas y avoir de point de résistance. Il faut aussi contrôler qu'il n'y a pas de jeu longitudinalement.
- Commandes de frein :
  - pour le frein avant, il contrôle le niveau. Pour cela le réservoir de liquide de frein doit être à l'horizontale. Le niveau de liquide doit être au-dessus de l'indication du minimum,
  - pour le frein arrière, il contrôle l'usure à l'aide du repère prévu à cet effet dans le cas d'une commande mécanique. Si la commande est hydraulique, il contrôle le niveau (si accessible).

#### Éléments techniques
- Niveau d'huile moteur :

le candidat explique la façon de procéder et indique le point de contrôle. Le niveau doit être entre la valeur minimale et la valeur maximale. Préciser s'il s'agit d'un carter sec ou humide.
- Transmission :
  - à chaîne : le candidat contrôle la tension de celle-ci en indiquant la flèche et la position de la motocyclette préconisés par le guide d'utilisation,
  - à cardan : il indique le point de contrôle du niveau d'huile,
  - à courroie : il contrôle l'état de la courroie.

- Pneumatiques avant et arrière :

le candidat contrôle le bon état des flancs (pas de déchirure ni de hernies), de la bande de roulement (sculptures bien marquées) et si la pression semble visuellement correcte.
- Suspensions : le candidat vérifie sur les suspensions avant :
  - hydraulique : l'absence de fuite au niveau des joints à lèvres de la fourche,
  - avec pression d'air : l'absence de fuite au niveau des joints à lèvres ; il indique la valve servant à l'évacuation ou au complément de pression d'air. Il doit indiquer la valeur de la pression admissible (voir guide d'utilisation de la motocyclette).

Le candidat indique sur les suspensions arrière où s'effectue le réglage en fonction de la charge.

#### Éclairage et accessoires de sécurité
- Éclairage avant :

le candidat vérifie le bon état du ou des optiques et le bon fonctionnement des feux de position, de croisement et de route, sans oublier l'éclairage de plaque. Vérifier les témoins pour les feux de route et appels de phare.
- Indicateurs de changement de direction :

le candidat vérifie leur bon état et bon fonctionnement ainsi que le bon fonctionnement des témoins.
- Éclairage arrière et feux stop :

il contrôle le bon état et fonctionnement de l'éclairage arrière et du feu stop avec les commandes de frein avant (levier) et arrière (pédale).
- Avertisseur sonore et rétroviseurs :

il vérifie le bon fonctionnement de l'avertisseur sonore, la présence, le bon état et la fixation correcte des rétroviseurs.

#### Notation
Même si elle n'est pas réalisée correctement, cette épreuve n'est pas éliminatoire, et ne peut pas être notée C, même en cas de chute de la machine.
- L'épreuve est notée A si le parcours est effectué correctement et que le candidat a effectué/cité l'ensemble des points de vérifications.
- L'épreuve est notée B si le candidat a fait une erreur sur le parcours et/ou plus d'un ajout ou un oubli sur les vérifications demandées, et/ou chute de la machine

### Maîtrise de la moto à allure réduite (avant 2020)
L'épreuve du déplacement à allure réduite doit permettre de démontrer que le candidat est capable de :
- s'arrêter et démarrer en tournant (nouveau depuis la réforme de 2013) ;
- maîtriser le gabarit de sa motocyclette ;
- diriger sa vision et adopter une bonne position ;
- manipuler avec aisance l'embrayage, l'accélérateur, le guidon et les freins (nouveau depuis la réforme de 2013) ;
- conserver son aptitude avec un passager.

L'épreuve à allure réduite introduit l'utilisation du patinage de l'embrayage conjointement à l'utilisation des freins, l'évolution sur le ralenti moteur n'est donc plus autorisée.
L'autre nouveauté est l'arrêt, et donc le redémarrage, à effectuer deux fois en tout sur le parcours, premièrement pendant le demi-tour et deuxièmement sur le retour avant la porte d'évitement pour prendre un passager jusqu'à la fin du parcours.
En combinant l'ensemble des manœuvres, le parcours à allure réduite est, semble-t-il, plus difficile à réaliser notamment par les petits gabarits, mais correspond aux pratiques réelles de la circulation urbaine.
Cette épreuve ne comporte plus que deux parcours identiques (contre quatre auparavant) mais simplement miroirs, ils se distinguent simplement par le sens de circulation (1 : demi-tour à droite et 2 : demi-tour à gauche). L'inspecteur peut utiliser un chronomètre, mais ce n'est pas une obligation. Le parcours à effectuer est désigné par tirage au sort.
Cette épreuve est éliminatoire, le candidat dispose de deux essais (sauf en cas de chute, pas de deuxième essai).
- Le parcours correctement réalisé donne la note A.
- Une erreur simple (pied à terre, plot ou piquet déplacé) donne la note B.
- Deux erreurs simples ou une erreur importante (porte non franchie, sortie de terrain, erreur de parcours, arrêt autre que ceux prévus, exercice non réalisé) donne la note C.

### Maîtrise de la moto à allure plus élevée (avant 2020)

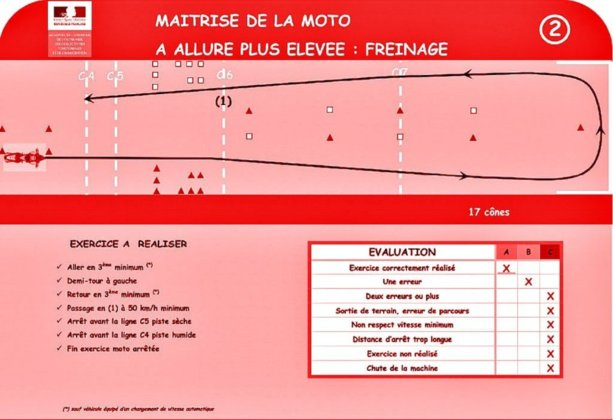
Permis moto épreuve freinage.

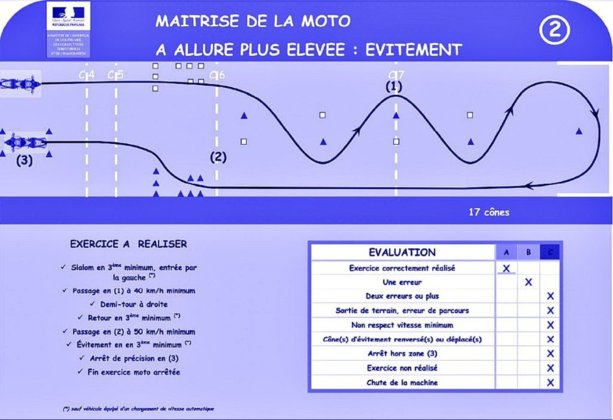
Permis moto épreuve évitement.

L'épreuve dite rapide avec chronométrage est modifiée à partir de 2013 au profit de l'épreuve de maîtrise à allure plus élevée, avec l'arrivée du radar pour contrôler la vitesse du deux-roues. Le candidat effectue successivement les épreuves de freinage et d'évitement, l'objectif de ces deux épreuves étant de s'assurer que le candidat maîtrise à une vitesse d'au moins 50 km/h :
- le freinage ;
- la manœuvre d'évitement avec la technique du contre-braquage.

Les parcours des deux épreuves (freinage et évitement) sont simplifiés par rapport à l'épreuve rapide précédant la réforme de 2013. Chaque épreuve est composée de deux parcours l'une miroir de l'autre. Le parcours à exécuter est tiré au sort.
La nouveauté des épreuves d'évitement et de freinage par rapport à l'ancien parcours rapide est le radar qui permet de mesurer que le candidat roule suffisamment vite pour valider l'épreuve. Par contre l'épreuve n'est plus chronométrée. Comme pour n'importe quel radar de contrôle de vitesse, une marge d'erreur de 5 km/h en faveur du conducteur est systématiquement ajoutée en suivant cet exemple : mesure du radar 46 km/h, vitesse retenue 51 km/h.
Si le radar ne fonctionne pas, l'examen ne peut avoir lieu. En cas de défaillance pendant la mesure de l'épreuve, le candidat devra recommencer le parcours en entier.

#### Maîtrise de la moto à allure plus élevée (freinage)
L'épreuve de maîtrise de la moto à allure plus élevée pour le freinage se déroule de cette façon :
- départ, accélération, montée des trois premiers rapports de vitesse ;
- demi-tour autour d’un plot central dans la limite des 6 m de largeur ;
- retour en ligne droite, montée des trois ou quatre premiers rapports ;
- au bout de la ligne droite, vitesse minimale imposée d’au moins 50 km/h ;
- freinage avec arrêt avant la ligne C5 (15,75 m) sur une piste sèche et C4 (19,65 m) sur une piste humide.

#### Maîtrise de la moto à allure plus élevée (évitement)
La manœuvre d'évitement correspond à un déport d'un mètre sur une distance de six mètres à 50 km/h :
- départ, accélération, montée des trois premiers rapports de vitesse ;
- slalom sur le 3e rapport à une vitesse minimale de 40 km/h (mesurée au 3e plot) ;
- demi-tour autour d’un plot central dans la limite des 6 m de largeur ;
- retour en ligne droite (sans slalom), sur le 3e ou 4e rapport ;
- au bout de la ligne droite, vitesse minimale imposée d’au moins 50 km/h ;
- évitement à effectuer sur le 3e rapport ;
- freinage avec arrêt de précision entre quatre plots.

### Interrogation orale
L'interrogation orale est accessible après les épreuves pratiques, à condition d'avoir eu au moins un A et aucun C. Depuis 2013, l’exercice est globalement simplifié par une réduction du nombre de fiches tirées au sort (de 20 à 12), mais la durée de l’interrogation reste identique.
Parmi les douze fiches, on retrouve les thèmes suivants : l'équipement, l'alcool et les drogues, les éléments mécaniques de la motocyclette, les profils types de motards, etc.
L'interrogation peut être notée, A, B ou C, la note C étant éliminatoire. Cependant, la note C est rarement utilisée lors de l'interrogation orale à moins que le candidat ne sache répondre à aucune question.

## Examen hors circulation: les épreuves du plateau (Après la réforme de 2020)
L'interrogation orale et les vérifications techniques, qui étaient antérieurement au 1er mars 2020 organisées avant l'épreuve de plateau, sont supprimées au bénéfice de la création de l'ETM. L'ETM comprend des savoirs des anciennes fiches moto et du code (ETG) classique.

### Formation «hors circulation» ou «plateau»[32]
- exercice de déplacement de la moto sans l’aide du moteur

L’objectif principal est d’être capable de pousser et manœuvrer la moto d’avant en arrière, afin de
maîtriser son poids.
- trois manœuvres de maîtrise de la moto à allure réduite, dont une sans l'aide du moteur :

L’objectif principal est d’être capable de circuler à allure lente tout en conservant un bon
équilibre et en maîtrisant son environnement par une recherche d’informations.
- trois manœuvres de maîtrise de la moto à allure plus élevée :

L’objectif principal est d’être capable de maîtriser sa machine à allure normale sur route et
autoroute, en toutes conditions de circulation, même dans des situations d’urgence (évitement
d’obstacle, arrêt d’urgence).
L'examen hors circulation du permis de conduire se compose des trois épreuves avec le véhicule. Chaque épreuve est notée A, B ou C, A étant une épreuve sans faute. La note B est attribuée en cas de simple erreur (pied à terre à la suite d'un manque d'équilibre par exemple), la note C est par contre éliminatoire (deux erreurs simples ou plus, erreur de parcours, vitesse insuffisante, chute de la moto, etc.). Deux tentatives sont possibles. Il faut obtenir au moins deux A sur les cinq possibles pour valider l'examen hors circulation. L'examen est donc réussi avec ces notes :
- 5 A ;
- 4 A et 1 B ;
- 3 A et 2 B ;
- 2 A et 3 B.

La chute de la motocyclette est directement éliminatoire et exclut toute seconde tentative. Elle met fin à l'examen, avec ajournement.

## Examen en circulation
L'examen en circulation est accessible après avoir réussi l'examen hors circulation. L'objectif est de vérifier que le candidat a acquis les connaissances et les comportements nécessaires pour circuler en toute sécurité, sans gêner, sans surprendre et sans être surpris. Sa durée est de trente minutes par candidat, y compris les tâches annexes (vérifications administratives, préparation matérielle, etc.). L'épreuve inclut également cinq minutes de conduite autonome. Durant cette phase, le candidat doit suivre un itinéraire balisé par des panneaux visibles et sans instruction de l'inspecteur. L'épreuve se déroule sur des itinéraires variés comportant de l'agglomération et un circuit à allure soutenue (route ou autoroute).
Lors de l'épreuve, le candidat précède, à moto, l'inspecteur du permis de conduire et son moniteur qui le suivent en voiture. L'inspecteur communique ses directives par radio, le candidat étant muni d'une oreillette dans son casque.
La conduite doit être dynamique mais dans le respect des limitations de vitesse, l'ensemble des règles du code de la route devant être respectées.

## Permis pour les véhicules automatiques
Depuis le 19 janvier 2013, il est possible de passer le permis sur un scooter à embrayage automatique. Cette nouvelle réglementation est une opportunité pour les conducteurs urbains rebutés par l'examen du permis A ou A2 avec motocyclette à embrayage manuel mais qui souhaitent dépasser la limite de cylindrée de 125 cm3 des scooters.
En cas de réussite à l'examen, le candidat a accès à la conduite des maxi-scooters et moto automatiques, à l'exclusion de la conduite des motos à boîte de vitesses manuelle. Une mention spécifiant cette restriction sera alors apposée sur le permis de conduire comme c'est déjà le cas pour le permis de catégorie B « boîte automatique uniquement ».

### Passerelle du permis automatique vers permis à embrayage manuel
L'un des atouts de la formule du permis moto automatique est de pouvoir offrir une possibilité d'accès au permis à embrayage manuel. Il est possible d'obtenir ultérieurement son permis moto avec embrayage manuel à partir du permis « restrictif » boîte automatique. Il est donc possible de passer le permis automatique et de gagner en expérience avant de revenir à la moto-école pour obtenir un permis moto sans restriction.

### Épreuves du permis automatique
Les épreuves pour le permis moto automatique sont rigoureusement identiques à celles du permis moto boîte mécanique, tant pour les épreuves du plateau que celle des interrogations orales. C'est donc un permis à part entière et une vraie formation. L'intérêt de la boîte automatique est néanmoins évident pour les deux épreuves du plateau lent et rapide grandement simplifiés par l'absence du passage des vitesses, des rétrogradages et du travail de l'embrayage. Cependant, les premiers essais réalisés sur les nouveaux plateaux ne montrent pas une plus grande facilité à réaliser ces exercices avec un scooter automatique par rapport à une moto. De plus la vitesse de passage minimum (50 km/h) imposée pour les épreuves de freinage et d'évitement reste la même.

### Équipement des moto-écoles
Une période de transition est nécessaire pour la mise en place du permis moto automatique en 2013. Les motos-école doivent s'équiper de véhicules automatiques pour offrir à la fois les formations et la présentation à ce nouveau permis.